# Beaufort (kunstmanifestatie)

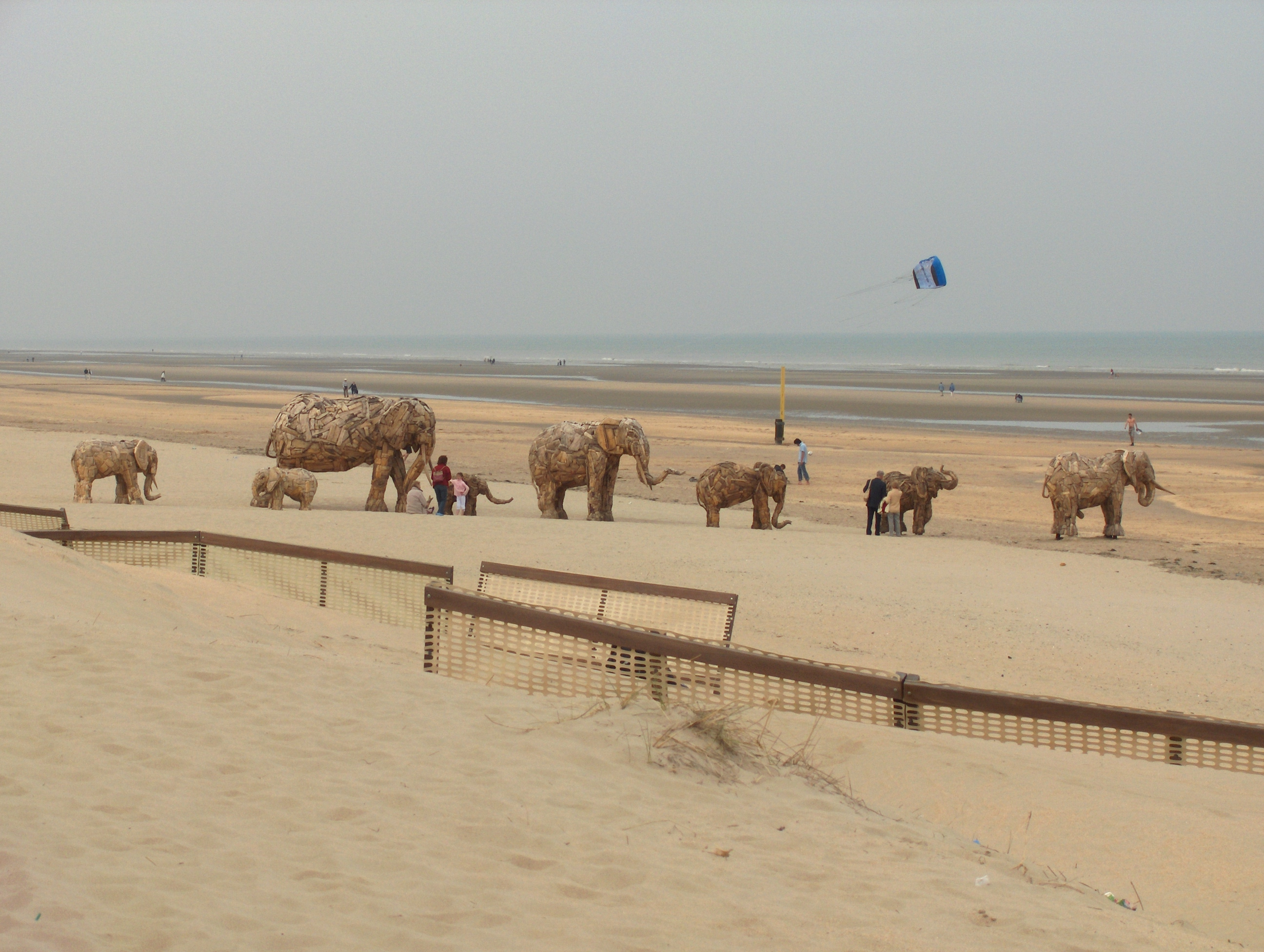
Houten olifanten van Andries Botha langs de kust van De Panne (2006)

Beaufort is een driejaarlijks kunstproject langs de Belgische kust dat plaatsvindt sinds 2003.

## Edities
Beaufort begon in 2003 als een samenwerking tussen de vzw ku(n)st en het Provinciaal Museum voor Moderne Kunst (PMMK).
De eerste editie "2003 Beaufort: kunst aan zee", liep van 28 maart tot 10 oktober 2003, onder het curatorschap van Willy Van den Bussche, de conservator van het PMMK. In 9 kustgemeenten werden kunstwerken opgericht in de openbare ruimte; tegelijk liep in het PMMK te Oostende de tentoonstelling "Marines in confrontatie", waarbij bekende kunstenaars zorgden voor werken rond het thema "de zee". 
Ook bij de tweede editie in 2006, Beaufort02 genaamd, was Willy Van den Bussche curator. De editie van 2006 eindigde op zondag 1 oktober en zou tussen de 400 000 en 600 000 bezoekers getrokken hebben. Er was een opsplitsing tussen Beaufort outside, met voor iedereen toegankelijke werken in de openbare ruimte, en Beaufort inside, met tentoonstellingen in een binnenlocatie. Dit omvatte de tentoonstelling in het PMMK onder het thema "Ensor en de avant-gardes aan zee", en een schildersroute waarvoor verschillende kerken en kapellen worden omgedoopt tot de tijdelijke thuishaven van hedendaagse schilderwerken. 
De editie van 2009, Beaufort03, ging van start op 28 maart en duurde tot 10 oktober 2009. Curator was de nieuwe conservator van het PMMK, omgedoopt tot Mu.ZEE, Phillip Van den Bossche. Het concept was een dialoog met de zee, het erfgoed, de bewoners en de geschiedenis van de kust. 
Ook in 2012 maakte hij de selectie voor Beaufort04, nu in samenwerking met Jan Maeyaert, intendant van vzw Ku(n)st, met als thema Europa. 
In 2015 werd Beaufort05 samengesteld door een team van curatoren: Van den Bossche, Hilde Teerlinck, Lorenzo Benedetti en Patrick Ronse. Het thema was "Buiten de Grenzen". De kunstwerken werden gegroepeerd op drie erfgoedlocaties: het Zwin, het domein Raversijde, en centrum De Nachtegaal.
De editie van 2018, Beaufort18, liep van 30 maart tot 30 september 2018 en werd samengesteld door curator Heidi Ballet. Een belangrijk thema, naast het terugkerende motief van de zee, was dat van de rol van permanente monumenten.
De zevende editie, Beaufort21, thematiseerde de limieten van het ecosysteem waarmee de mensheid wordt geconfronteerd, of, in de woorden van curator Heidi Ballet: "Hoe is de mens onderhevig aan de wil van de natuur?"
Beaufort24 loopt van 27 maart tot 3 november 2024. Deze editie wordt gecureerd door Els Wuyts en brengt 18 nieuwe kunstwerken naar de kust, waarvan er 8 permanent deel zullen uitmaken van het Beaufort Beeldenpark. 

## Kunstwerken
De opgestelde kunstwerken zijn speciaal voor het project ontworpen of al bestaande werken die voor de duur van het project naar de kust worden gehaald. In 2003 werden 5 werken permanent door de gemeenten aangekocht waaronder de schildpad van Jan Fabre die nu nog steeds in Nieuwpoort staat. Andere werken kregen elders een locatie: V.(enus) Hill van Johan Tahon kreeg achteraf een plaats op de Kemmelberg. De kudde houten olifanten van Andries Botha werd aangekocht door de Koninklijke Maatschappij voor Dierkunde Antwerpen en werd een tijdlang aan het AfrikaMuseum opgesteld, om in 2011 te verhuizen naar Planckendael.
Voor de aankoop van "Maman", de spin boven het graf van Ensor, werd door het Oostends stadsbestuur fel gelobbyd maar de aankoop ging niet door wegens te duur.
De aangekochte werken vormen een permanente tentoonstelling, het Beeldenpark Beaufort genaamd.

### Beeldenpark Beaufort
| Gemeente               | Titel                                               | Kunstenaar                      | Editie | Locatie                                               | Afbeelding |
| ---------------------- | --------------------------------------------------- | ------------------------------- | ------ | ----------------------------------------------------- | ---------- |
| Blankenberge           | Babies                                              | David Černý                     | 2006   | Casino Blankenberge                                   |            |
| Blankenberge           | Saltimbanque                                        | Folkert de Jong                 | 2012   | Paravang                                              |            |
| Bredene                | Albedo                                              | Niek Kemps                      | 2009   | (strand)                                              |            |
| De Haan-Westende       | Sagueando nuestra historia                          | collectief Brigada Ramona Parra | 2009   | tunnel Zeepreventorium                                |            |
| De Haan-Westende       | Eternity - Poseidon                                 | Xu Zhen                         | 2018   | Zeedijk                                               |            |
| De Panne               | Boundaries of Infinity                              | Norbert Francis Attard          | 2012   | aan het gemeentehuis, Zeelaan                         |            |
| De Panne               | Christophorus                                       | Gerhard Lentink                 | 2003   | Dynastielaan                                          |            |
| De Panne               | Twin Stations                                       | Matt Mullican                   | 2009   | (Tramstelplaats Loskaai)                              |            |
| De Panne               | De Drie Wijsneuzen van De Panne                     | Jos De Gruyter en Harald Theys  | 2018   | strand                                                |            |
| De Panne               | Monument for Cervus Vitalis #2 (Malus Sylvestris)   | Stief Desmet                    | 2018   | Natuurdomein Garzebekebeld, Vijvers Markey, Adinkerke |            |
| Knokke-Heist           | A fisherman's friend                                | Peter Rogiers                   | 2009   | (Sint-Michielspleintje)                               |            |
| Knokke-Heist           | Labyrinth And Pleasure Garden #23                   | Jan Vercruysse                  | 2009   | IJzerpark                                             |            |
| Knokke-Heist           | Beach Castle                                        | Jean-François Fourtou           | 2018   | Maurice Lippensplein                                  |            |
| Koksijde-Oostduinkerke | Acqua scivolo                                       | Anne en Patrick Poirier         | 2003   | Prof. Blanchardlaan, Oostduinkerke                    |            |
| Koksijde-Oostduinkerke | The Wanderer                                        | Melita Couta                    | 2012   | hoek Westdiephelling/Albert I-laan, Oostduinkerke     |            |
| Koksijde-Oostduinkerke | Really Shiny Things That Don't Really Mean Anything | Ryan Gander                     | 2018   | Gemeenteplein, Koksijde                               |            |
| Middelkerke-Westende   | Caterpillar 5bis (kopie)                            | Wim Delvoye                     | 2003   | Dijk, Middelkerke                                     |            |
| Middelkerke-Westende   | I can hear it                                       | Ivars Drulle                    | 2012   | Strand ter hoogte van Hotel Belle-Vue, Westende       |            |
| Middelkerke-Westende   | Olnetop                                             | Nick Ervinck                    | 2012   | Strand ter hoogte van Hotel Belle-Vue, Westende       |            |
| Middelkerke-Westende   | The Navigator Monument                              | Simon Dybbroe Møller            | 2018   | Strandzone aan de Kwinte, Middelkerke                 |            |
| Nieuwpoort             | Searching for Utopia                                | Jan Fabre                       | 2003   | Dienstweg Havengeul                                   |            |
| Nieuwpoort             | Le vent souffle où il veut                          | Daniel Buren                    | 2009   | (Koninklijke Jachtclub)                               |            |
| Nieuwpoort             | Men                                                 | Nina Beier                      | 2018   | golfbreker                                            |            |
| Oostende               | Im Gebiss der Zeit                                  | Norbert Schwontkowski           | 2006   | Sint-Petrus-en-Pauluskerk                             |            |
| Oostende               | Ik, James Ensor                                     | Daniel Spoerri                  | 2003   | -                                                     |            |
| Oostende               | Metatron                                            | Louis De Cordier                | 2009   | (Provinciedomein Raversijde)                          |            |
| Oostende               | Rock Strangers                                      | Arne Quinze                     | 2012   | Dijk ter hoogte van Zeeheldenplein                    |            |
| Oostende               | (Forever free) three graces                         | Michael Ray Charles             | 2006   | Maria-Hendrikapark                                    |            |
| Oostende               | Monument for a Wullok                               | Stief Desmet                    | 2018   | einde Westelijke Strekdam                             |            |
| Oostende               | Sorry                                               | Guillaume Bijl                  | 2018   | Leopoldpark                                           |            |
| Zeebrugge              | De man die de boot zag, in de lucht                 | Jean Bilquin                    | 2006   | strand                                                |            |
| Bredene                | Unstable Territories                                | Nicolas Lamas                   | 2021   | 't Paelsteenveld                                      |            |

### Kunstwerken Beaufort 2003
Dit zijn de werken van de eerste editie (2003):   
- Roger Raveel, kusttram
- Antony Gormley, Another Place, De Panne
- Gerhard Lentink, Christophorus*, De Panne
- Didier Mahieu, Intrusion, De Panne
- Elger Esser, Visitez les dunes et glanez les coquillages, De Panne
- Anne en Patrick Poirier, Cross Section*, Koksijde – Oostduinkerke
- Zhang Huan, Bell Piece, Koksijde – Oostduinkerke
- Fabian Marcaccio, Confine Painting, Koksijde – Oostduinkerke
- Jan Fabre, Op zoek naar Utopia, Nieuwpoort
- Sui Jianguo, Chinese Garden, Nieuwpoort
- Matthias Koch, Vuurtoren Nieuwpoort, Nieuwpoort
- Wim Delvoye, Cater Pillar – Chantier VII*, Middelkerke – Westende
- Lars Siltberg, Couple Dock, Middelkerke – Westende
- Marie-Jo Lafontaine, Chill Out Room, Middelkerke – Westende
- Christian Meynen, Cités des Sable, Middelkerke – Westende
- Daniel Spoerri, Ik, James Ensor*, Oostende
- Johan Tahon, V.(enus) Hill, Oostende
- Azade Köker, Body Press, Oostende
- Dirk Braeckman, De Panne_Knokke, Oostende
- David Mach, Diving Woman, De Haan-Wenduine
- Berlinde De Bruyckere, Aaneen, De Haan-Wenduine
- Jacques Charlier, Save the Beach, De Haan-Wenduine
- Maria Roosen, Zonder titel (pruik rond watertoren), Blankenberge
- Anish Kapoor, Zonder titel (aluminium berg), Blankenberge
- Koen Vanmechelen, The Cosmopolitan Chicken / Red Jungle Fowl / Archeology, Blankenberge
- Thomas Ruff, Florian Baudrexel en Jens Ullrich, Zonder titel (billboard), Blankenberge
- Wolfgang Winter en Berthold Hörbelt, Gangway-Mathilda, Zeebrugge
- Panamarenko, Noordzeepedalo 1994 – Nova Zemblaya, 1996, Zeebrugge
- Johan Muyle, What a Wonderful World, Zeebrugge
- Henk Visch, De wandelaar, Knokke-Heist
- Cracking Art loves William Sweetlove, S.O.S. Planet, Knokke-Heist
- Massimo Vitali, Zonder titel (billboards), Knokke-Heist

(* dit kunstwerk  werd aangekocht en bevindt zich nog steeds in de kustgemeente)